# David Regis
David Regis (ur. 2 grudnia 1968 roku w La Trinité na Martynice) – amerykański piłkarz francuskiego pochodzenia występujący na pozycji obrońcy.

## Kariera klubowa
David Regis urodził się na Martynice, jednak zawodową karierę rozpoczynał we francuskim Valenciennes FC w 1988 roku. W debiutanckim sezonie pełnił tam rolę rezerwowego i wystąpił tylko w dziewięciu spotkaniach, jednak w kolejnych rozgrywkach był już podstawowym zawodnikiem ekipy "Les Athéniens".
Latem 1993 roku Regis podpisał kontrakt z RC Strasbourg. Tam także miał zapewnione miejsce w wyjściowej jedenastce i przez trzy lata rozegrał 93 ligowe pojedynki. W sezonie 1996/1997 amerykański piłkarz reprezentował barwy RC Lens, z którym uplasował się na trzynastej pozycji w tabeli Ligue 1. W 1997 roku Regis został zawodnikiem Karlsruher SC. Na niemieckich boiskach grał jednak tylko przez rok, po czym zdecydował się na powrót do Francji. Przed rozpoczęciem rozgrywek 1998/1999 Amerykanin trafił do FC Metz, by w 2002 roku zasilić Troyes AC.
W 2005 roku Regis przeniósł się do Belgii, gdzie podpisał kontrakt z czwartoligowym zespołem FC Bleid. Stał się tym samym pierwszym reprezentantem kraju grającym w tej drużynie. W 2008 roku Regis zakończył piłkarską karierę, a dla FC Bleid rozegrał 78 ligowych spotkań.

## Kariera reprezentacyjna
Regis miał możliwość gry w reprezentacji Francji, jednak "Trójkolorowi" nie wyrażali nim praktycznie żadnego zainteresowania. Wychowanek Valenciennes FC postanowił więc poszukać innej drużyny narodowej, dla której mógłby grać. Ponieważ jego była żona miała amerykańskie obywatelstwo, Regis mógł reprezentować właśnie barwy USA. Steve Sampson obiecał mu miejsce w kadrze Stanów Zjednoczonych, jeśli Regis dostanie amerykańskie obywatelstwo. Tak też się stało i urodzony na Martynice piłkarz został naturalizowany 20 maja 1998 roku. Następnie został powołany do 22-osobowej kadry na Mistrzostwa Świata 1998. Na mundialu tym reprezentacja USA zajęła ostatnie miejsce w swojej grupie i odpadła z turnieju, a sam Regis rozegrał wszystkie trzy mecze w pełnym wymiarze czasowym. Regis znalazł się także w drużynie narodowej na Mistrzostwa Świata 2002. Tym razem Amerykanie dotarli do ćwierćfinału, w którym przegrali 1:0 z Niemcami. Na boiskach Korei Południowej i Japonii Regis był rezerwowym i nie wystąpił w żadnym z pięciu pojedynków. Łącznie dla reprezentacji Stanów Zjednoczonych zaliczył 27 występów.